# Спарта (хокейний клуб, Прага)
ХК «Спарта» (чеськ. HC Sparta) — хокейний клуб з м. Прага, Чехія. Заснований у 1903 році. У 1893—1894 — АК «Краловске Виногради», у 1894—1948 — АК «Спарта», у 1948—1951 — «Сокол Братрстві-Спарта», у 1951—1953 — «Сокол Спарта-Соколово», у 1953—1965 — «Спартак-Соколово», у 1965—1991 — «Спарта ЧКД». Виступає у чемпіонаті Чеської Екстраліги. 
Чемпіон Чехословаччини (1953, 1954, 1990, 1993). Чемпіон Чехії (2000, 2002, 2006, 2007). Володар Кубка Шпенглера (1962, 1963). Фіналіст Євроліги (2000). Фіналіст Кубка європейських чемпіонів (2008).
Домашні ігри команда проводить на «Тесла Арені» (14331). Офіційні кольори клубу синій, жовтий і червоний.

## Найсильніші гравці різних років
- воротарі: Я. Пека. Я. Гамачек, Їржі Ганзл, Їржі Голечек, Яромір Шиндел, Петр Бржиза, Іво Чапек, Р. Схістад;
- захисники: Ярослав Пушбауер, Я. Міхалек, Йозеф Троусілек, Карел Гут, Франтішек Тікал, К. Масопуст, Йозеф Горешовський, Е. Татек, Я. Рейндл, Лео Гудас, Їржі Викоукал;
- нападаники: Карел Пешек-Кадя, Ф. Лоренц, Йозеф Малечек, К. Кожелуг, О. Гурих, М. Хароузд, Владімір Забродський, Ян Старший, Їржі Кохта, Ян Гавел, Л. Пенічка, Т. Грдіна, Д. Волек, Їржі Долежал, Р. Влах, Томаш Єлінек, Мартін Гостяк, Ріхард Жемлічка, П. Грбек, П. Гефферт, Давід Виборний, Їржі Зеленка, Роберт Ланг, А. Потайчук.

Граючим тренером клуба у 1953 і 1954 роках був Владімір Забродський.